# Jeremías González
Pas d'image ? Cliquez ici
Jeremías González Ferioli, né le 13 décembre 1995 à Córdoba, est un pilote argentin de rallye-raid, en catégorie quad.

## Palmarès

### Résultats au Rallye Dakar
| Année | Categorie | Marque            | Position | Victoires d'etapes |
| ----- | --------- | ----------------- | -------- | ------------------ |
| 2014  | Quad      | Yamaha            | 6e       | -                  |
| 2015  | Quad      | Yamaha Raptor 700 | 2e       | 1                  |
| 2016  | Quad      | Yamaha Raptor 700 | 5e       | -                  |
| 2018  | Quad      | Yamaha Raptor 700 | 3e       | 2                  |
| 2019  | Quad      | Yamaha Raptor 700 | 2e       | 1                  |
| 2022  | SSV       | Can-Am Maverick   | Ab.      |                    |
| 2023  | SSV       | Can-Am Maverick   | 4e       | 1                  |
| 2025  | SSV       | Can-Am Maverick   | 10e      |                    |

### Résultats en rallye
- Vainqueur du Desafío Ruta 40 en 2016.
- Vainqueur de l'Abu Dhabi Desert Challenge en 2025, catégorie SSV.